# أبوسوم جونن الضئيل
أبوسوم جونن الضئيل (الاسم العلمي:Marmosops juninensis)، هو نوع من الأبوسوم يتواجد في أمريكا الجنوبية.